# Рипатрансоне
Рипатрансо̀не (на италиански: Ripatransone, на местен диалект la Ripa, ла Рипа) е малко градче и община в Централна Италия, провинция Асколи Пичено, регион Марке. Разположено е на 494 m надморска височина. Населението на общината е 4072 души (1 януари 2023).